# Гилейн Максуел
Гилейн Ноел Марион Максуел (на английски: Ghislaine Noelle Marion Maxwell; * 25 декември 1961, Мезон Лафит, Франция) е бивша светска личност, дъщеря на медийния магнат Робърт Максуел и британска сексуална престъпничка. През 2021 г. е призната за виновна в сексуален трафик на деца и други престъпления във връзка с американския финансист и осъден сексуален престъпник Джефри Епстийн и е осъдена от съда в Ню Йорк на 20 години затвор на 28 юни 2022 г.
Родената във Франция Гилейн израства в Оксфорд, Англия. През 80-те години учи в Колеж „Бейлиъл“ (Оксфордски университет) и след това става виден член на лондонската социална сцена. Работи за баща си до смъртта му през 1991 г. и след това се мести в Ню Йорк, където продължава да живее като светска личност и има връзка с Епстийн. Тя е натурализирана гражданка на САЩ и запазва френското си и британското си гражданство.
През  2012 г. основа групата с нестопанска цел TerraMar за защита на океаните. След обвиненията в сексуален трафик, повдигнати от прокурорите срещу Епстийн през юли 2019 г., организацията обявява прекратяване на дейността си същия месец.
На 2 юли 2020 г. Максуел е арестувана и обвинена от Федералното правителство на Съединените щати в престъпления за примамване на малолетни и сексуален трафик на непълнолетни момичета, свързани с нейната връзка с Епстийн. Отказано ѝ е освобождаване под гаранция като риск от бягство, като съдията изразява опасения относно нейните „напълно непрозрачни“ финанси, умението ѝ да се укрива и факта, че Франция не екстрадира свои граждани. На 29 декември 2021 г. е осъдена по пет от шестте обвинения, включително едно за сексуален трафик на непълнолетни. Тя е изправена пред втори наказателен процес по две обвинения в лъжесвидетелстване относно злоупотребата с непълнолетни момичета от страна на Епстийн.

## Ранен живот
Гилейн Максуел е родена на 25 декември 1961 г. в град Мезон Лафит, депaртамент Ивлин, Франция като девето и най-малко дете на Елизабет Джени Жан Менар (1921 – 2013) – изследователка на Холокоста, родена във Франция, и Робърт Максуел (1923 – 1991) – британски медиен магнат, роден в Чехословакия. Баща ѝ е от еврейско семейство, а майка ѝ е от хугенотски (френски протестантски) произход. Гилейн е родена два дни преди автомобилна катастрофа, която оставя нейния 15-годишен брат Майкъл в продължителна кома до смъртта му през 1967 г. По-късно майка ѝ разсъждава, че инцидентът е повлиял на цялото семейство и предполага, че Гилейн е показала признаци на анорексия, докато е била още малко дете.
През цялото си детство тя живее със семейството си в Оксфорд, Англия, в Хедингтън Хил Хол – имение с 53 стаи, където се намират и офисите на Пергамон прес – издателска компания, управлявана от баща ѝ. Майка ѝ казва, че всичките ѝ деца са възпитани като англиканци. Гилейн учи първо в Оксфордската гимназия за девойки в Северен Оксфорд и след това, на 9 години, е записана в частното начално училище „Едгарли Хол“ (днешно Милфийлд) в Стрийт, Съмърсет. На 13 години отива да учи в частното девическо училище „Хедингтън“ (Хедингтън, Оксфорд). Тя посещава Колеж „Марлбъроу“, за да учи за A-Levels (матурите), преди да получи диплома по съвременна история с езици от Колеж „Бейлиъл“ (Оксфордски университет) през 1985 г. 
Гилейн е близка с баща си и казват, че е негова любимка. Според сп. „Татлър“ тя си спомня, че баща ѝ е инсталирал компютри в Хедингтън през 1973 г. и първата ѝ работа е била обучение за използване на Wang 2200 и по-късно програмен код. Сп. „Таймс“ съобщава, че той не ѝ е позволявал да води интимните си приятели у дома или да бъде виждана с тях публично, след като започва да следва в  Оксфордския университет.

## Кариера
Гилейн Максуел е виден член на лондонската социална сцена през 80-те години. Тя основава женски клуб, кръстен на оригиналния Кит-Кат Клуб (английски клуб от началото на 18 век в Лондон със силни политически и литературни асоциации, чиито членове са от Вигите). Тя също така е и директор на ФК „Оксфорд Юнайтид“ по времето, когато собственик е баща ѝ. Работи и във вестник „Юръпиън“ – издание, основано от баща ѝ. Според Том Бауър, който пише за в. „Сънди Таймс“, през 1986 г. Робърт Максуел я кани на наименуването в нейна чест на новата му яхта „Лейди Гилейн“ в корабостроителница в Нидерландия. В края на 80-те г. Гилейн прекарва много време на яхтата, оборудвана с джакузи, сауна, фитнес зала и дискотека. В. „Скотсман“ твърди, че Робърт Максуел също е създал специално за нея компания в Ню Йорк. Фирмата, занимаваща се с корпоративни подаръци, не е печеливша.
В. „Сънди Таймс“ съобщава, че Гилейн лети за Ню Йорк на 5 ноември 1990 г., за да достави плик от името на баща си. Прикът, без нейното знание, е част от „заговор, иницииран от баща ѝ за кражба на 200 млн. долара“ от акционерите на Корпорация „Берлиц“.
След като Робърт Максуел купува в. „Ню Йорк Дейли Нюз“ през януари 1991 г., той изпраща Гилейн в Ню Йорк, за да действа като негова представителка. През май 1991 г. тя и баща ѝ летят със самолет Конкорд по работа в Ню Йорк, откъдето той скоро заминава за Москва и я оставя да представлява интересите му на събитие в чест на австрийския евреин Симон Визентал, оцелял в Холокоста.
През ноември 1991 г. тялото на Робърт Максуел е открито да се носи в морето близо до Канарските острови и яхтата му. Скоро след това Гилейн отлита за Тенерифе, където е закотвена яхтата „Лейди Гилейн“, за да се погрижи за документите на,баща ѝ, намиращи се на яхтата. Тя присъства на погребението му в Йерусалим заедно с фигури от израелското разузнаване, президента Хаим Херцог и премиера Ицхак Шамир, които произнасят хвалебствената си реч. Въпреки че е записана присъда за смърт от случайно удавяне, Максуел оттогава твърди, че баща ѝ е убит, коментирайки през 1997 г.: „Той не се е самоубил. Това просто не отговаряше на неговия характер. Мисля, че е убит.“ След смъртта му е установено, че Робърт Максуел измамно е присвоил пенсионните активи на Мирър Нюз Нюзпейпърс – компания, която той ръководи и в която притежава голям дял от собствеността, за да поддържа цената на акциите ѝ. Твърди се, че липсват пенсионни фондове в размер на над 400 мн. британски лири и са засегнати 32 хил. души. Двама от братята на Максуел, Иън и Кевин, които са най-замесени с баща си в ежедневните бизнес сделки, са арестувани на 19 юни 1992 г. и обвинени в измама, свързана с пенсионния скандал. Братята са оправдани три години и половина по-късно през януари 1996 г.
Вследствие на скандала Гилейн се мести в Съединените щати през 1991 г. Тя получава годишен доход от 80 хил. лири от доверителен фонд, създаден в Лихтенщайн от нейния баща. Към 1992 г. се мести в апартамент на приятел от Иран с изглед към Сентръл Парк. По това време тя работи в офис за недвижими имоти на Медисън авеню и се съобщава, че общува с известни личности. Гилейн бързо се издига до по-широка известност като светска личност в Ню Йорк.

## Връзка с Джефри Епстийн (2000 – 2002)
Разказите се различават по въпроса кога Максуел за първи път се среща с американския финансист Джефри Епстийн. Според бившия бизнес партньор на Епстийн, Стивън Хофенберг, Робърт Максуел запознава дъщеря си с Епстийн в края на 80-те години. В. „Таймс“ съобщава, че тя се е запознала с Епстийн в началото на 90-те години на парти в Ню Йорк след трудна раздяла с граф Джанфранко Чиконя Моцони от групата CIGA Hotels.
Гилейн има романтична връзка с Епстийн в продължение на няколко години в началото на 1990-те години и остава тясно свързана с него повече от 25 години до смъртта му през 2019 г. Естеството на връзката им остава неясно. В показания от 2009 г. няколко от служителите в дома на Епстийн свидетелстват, че той я е наричал негова „главна приятелка“, която също е наемала, уволнявала и ръководила персонала му, започвайки около 1992 г. Тя също е наричана „Госпожата на дома“ от екипа на Епстийн и негова „агресивна асистентка“. В профила на Епстийн на сп. „Венити Феър“ от 2003 г. авторът Вики Уорд казва, че Епстийн нарича Максуел „моята най-добра приятелка“. Уорд също отбелязва, че Гилейн изглежда „организира голяма част от живота му“.
Сп. „Политико“ съобщава, че Максуел и Епстийн са приятели с видни личности в елитните кръгове на политиката, академичните среди, бизнеса и правото, включително бившите американски президенти Доналд Тръмп и Бил Клинтън, адвоката Алън Дершовиц и принц Андрю, херцог на Йорк.
Гилейн е известна с дългогодишното си приятелство с принц Андрю и с това, че го придружава в Ню Йорк за социалната функция на „проститутки и сводници“. Тя запознава Епстийн с принц Андрю и тримата често общуват заедно. През 2000 г. Максуел и Епстийн присъстват на парти, организирано от принц Андрю в имението Сандрингам Хаус на кралица Елизабет II в Норфолк, Англия, според съобщенията за 39-ия рожден ден на Гилейн. В интервю за Би Би Си през ноември 2019 г. принц Андрю потвърждава, че Максуел и Епстийн са присъствали на събитието по негова покана, но отрича това да е било нещо повече от обикновен снимачен уикенд.
През 1995 г. Епстийн преименува една от своите компании на Гилейн Корпорейшън; базирана в Палм Бийч, Флорида, компанията е прекратена през 1998 г. Като обучен пилот на хеликоптер Гилейн транспортира Епстийн до частния му карибски остров Литъл Сейнт Джеймс.
През 2008 г. Епстийн е осъден за склоняване на непълнолетна към проституция и излежава 13 месеца от 18-те месеца затвор. След освобождаването му, въпреки че Гилейн продължава да посещава видни социални събития, тя и Епстийн вече не са виждани заедно публично.
До края на 2015 г. Гилейн до голяма степен се оттегля от посещаването на социални събития.

## Граждански дела и обвинения

### Граждански дела

#### Вирджиния Джуфре срещу Максуел(2015)
Подробностите за граждански иск, публикувани през януари 2015 г., съдържат показания от „Джейн Доу 3“, която обвинява Максуел, че я е вербувала през 1999 г., когато е била непълнолетна, и я е подготвяла за предоставяне на сексуални услуги на Джефри Епстийн. Изложение от 2018 г. на Джули К. Браун във в. „Маями Херлад“ разкрива, че Джейн Доу 3 е Вирджиния Джуфре, известна като Вирджиния Робъртс преди това. 16-годишната Джуфре се среща с Максуел в клуба на Доналд Тръмп „Ма а Лого“ в Палм Бийч, Флорида, където работи. Тя твърди, че Максуел я е запознала с Епстийн, след което е била „подложена на груминг от двамата за негово удоволствие, включително уроци за предпочитанията на Епстийн по време на орален секс“.
Максуел многократно отрича всякакво участие в престъпленията на Епстийн. В изявление от 2015 г. тя отхвърля обвиненията, че е действала като негова сводница и отрича, че е „улеснявала [предполагаемите] актове на сексуално насилие на принц Андрю“. Нейният говорител казва, че „обвиненията срещу Гилейн Максуел са неверни“ и тя „категорично отрича твърдения с неприятен характер, които се появиха в британската преса и другаде, и си запазва правото да потърси обезщетение при повторението на такива стари клеветнически твърдения“.
Джуфре твърди, че Максуел и Епстийн са трафикирали нея и други непълнолетни момичета, често на секс партита, организирани от финансиста в домовете му в Ню Йорк, Ню Мексико, Палм Бийч и Американските Вирджински острови. Максуел я нарича „лъжкиня“ при което Джуфре  я съди за клевета във Федералния окръжен съд на Южния окръг на Ню Йорк през 2015 г. Въпреки че подробности за споразумението не са оповестени публично, през май 2017 г. делото е решено в полза на Джуфре, като Максуел плаща на Джуфре милиони.

#### Сара Рансъм срещу Епстийн и Максуел(2017)
През 2017 г. Сара Рансъм завежда дело в Окръжния съд на Съединените щати за Южния окръг на Ню Йорк срещу Епстийн и Максуел, твърдейки, че Максуел я е наела да прави масажи на Епстийн и по-късно я е заплашила да я нарани физически или да унищожи перспективите ѝ за кариера, ако тя не се съобрази със сексуалните им изисквания в имението му в Ню Йорк и на частния му карибски остров Литъл Сейнт Джеймс. Делото е уредено през 2018 г. при неразкрити условия.

#### Клетвена декларация, подадена от Мария Фармър (2019 г.)
На 16 април 2019 г. американската художничка Мария Фармър подава клетвена декларация във Федералния съд в Ню Йорк, в която се твърди, че тя и нейната 15-годишна сестра Ани са били сексуално насилвани от Епстийн и Максуел на различни места през 1996 г. Клетвената декларация на Фармър е подадена в подкрепа на иск за клевета от Вирджиния Джуфре срещу американския адвокат и професор по право Алън Дершовиц. Според клетвената декларация Фармър се е срещнала с Максуел и Епстийн на прием в художествена галерия в Ню Йорк през 1995 г. В клетвената декларация се казва, че през лятото на следващата година те са я наели да работи по арт проект в имението на бизнесмена милиардер Лесли Уекснър в Охайо, където след това е била сексуално насилвана от Максуел и Епстийн. Фармър съобщава за инцидента на полицията в Ню Йорк и ФБР. Нейната клетвена декларация също така посочва, че през същото лято Епстийн е откарал нейната тогава 15-годишна сестра Ани в имението си в Ню Мексико, където той и Максуел са се възползвали сексуално от нея на масажната маса.
Фармър е интервюирана за предаването на Си Би Ес  „Тази сутрин“ през ноември 2019 г., където тя разказва подробно за насилието от 1996 г. и твърди, че Максуел е заплашила както кариерата, така и живота ѝ след него.

#### Дженифър Араоз срещу имението на Епстийн, Максуел и Джейн Доуз 1–3(2019)
На 14 август 2019 г. Дженифър Араоз завежда дело във Върховния съд на окръг Ню Йорк срещу групата на Епстийн, Максуел и трима неназовани членове на неговия екип; съдебният процес става възможен съгласно новия Закон за децата-жертви на щата Ню Йорк, който влиза в сила на същата дата. По-късно Араоз променя жалбата си на 8 октомври 2019 г. с имената на неидентифицираните преди това жени, които дават възможност да се включат като съучастници Лесли Гроф, Кимбърли Еспиноза и Розалин Фонтанила.

#### Присила Доу срещу имението на Епстийн(2019)
Гилейн Максуел е посочена в едно от трите дела, заведени в Ню Йорк на 20 август 2019 г. срещу групата на Джефри Епстийн. Жената, завела делото, идентифицирана като „Присила Доу“, твърди, че е била вербувана през 2006 г. и обучена от Максуел с инструкции стъпка по стъпка как да предоставя сексуални услуги на Епстийн.

#### Ани Фармър срещу имението на Максуел и Епстийн(2019)
Ани Фармър, представлявана от Дейвид Бойс, съди групата на Максуел и Епстийн във Федералния окръжен съд в Манхатън през ноември 2019 г., обвинявайки ги в изнасилване, побой и незаконно лишаване от свобода, и търсейки неуточнени щети.

#### Джейн Доу срещу имението на Максуел и Епстийн(2020)
През януари 2020 г. е заведено дело срещу Максуел и Епстийн, в което се твърди, че те са вербували 13-годишна ученичка по музика в Центъра за изкуства „Интерлохен“ (Мичиган) през лятото на 1994 г. и са я подложили на сексуално насилие. В иска се посочва, че Джейн Доу е била многократно сексуално насилвана от Епстийн в продължение на четири години и че Максуел е изиграла ключова роля както в нейното вербуване, така и като е участвала в атаките. Според съдебното дело Джейн Доу е била набелязана от Епстийн и Максуел, тъй като е била без баща и от затруднено семейство, по почти същия начин, както много от другите предполагаеми жертви.

#### Максуел срещу имението на Епстийн, Дарън K. Индайк, Ричард Д. Кан и НЕС LLC(2020)
На 12 март 2020 г. Максуел завежда дело във Върховния съд на Американските Вирджински острови, търсейки компенсация от групата на Епстийн за нейните съдебни разходи. Максуел твърди, че е била дългогодишна служителка на Епстийн (от 1998 г. до 2006 г.), служила е за управление на неговите имоти на Американските Вирджински острови, в Ню Йорк, в Ню Мексико, Флорида и Париж, като същевременно продължава да отрича каквото и да било знание или съучастие в неговите престъпни дейности. Според делото Максуел е поискала обезщетение за правните такси, свързани със защитата си срещу нейните обвинители – разходи, които според нея Епстийн е обещал да покрие за нея.

#### Джейн Доу срещу имението на Епстийн(2021)
Максуел е посочена в граждански иск, заведен срещу групата на Епстийн през март 2021 г. от жена от Окръг Брауърд (Флорида), която обвинява Епстийн и Максуел в трафик на нея, след като многократно са я изнасилвали във Флорида през 2008 г.

### Спор за разкриване на съдебни документи
На 2 юли 2019 г. Апелативният съд на САЩ за Втори окръг нарежда разпечатването на документи от по-ранния граждански иск срещу Максуел от Вирджиния Джуфре. Джефри Епстийн е арестуван на 6 юли 2019 г. на летище Титърбъроу в Ню Джърси и е обвинен в сексуален трафик и съучастничество в сексуален трафик.
Максуел поисква повторно изслушване във федерален апелативен съд на 17 юли 2019 г. в опита си да запази запечатани документите, които са част от делото на Джуфре. На 9 август 2019 г. първата партида документи е разпечатана и освободена от по-ранния иск за клевета от Джуфре срещу Максуел. Епстийн е намерен мъртъв на 10 август 2019 г., след като според съобщенията се е обесил в затворническата си килия в Манхатън.
Максуел и нейните адвокати продължават да спорят срещу по-нататъшното оповестяване на съдебни документи през декември 2019 г. Ройтерс потвърждава на 27 декември 2019 г., че Максуел е разследвана от ФБР за подпомагане на престъпните дейности на Епстийн.
Допълнителни документи от делото Джуфре срещу Максуел за клевета са публикувани на 30 юли 2020 г. Документите включват показания, дадени от Джуфре, и по-скорошен обмен на имейли между Максуел и Епстийн, с част от кореспонденцията от 2015 г.

### Опити за откриване на Максуел за връчване на съдебни документи
На 27 декември 2019 г. Ройтерс съобщава, че Максуел е сред разследваните от ФБР за подпомагане на Епстийн. След ареста си Максуел се укрива, общувайки със съдилищата само чрез адвокатите си, които към 30 януари 2020 г. отказват да приемат от нейно име три съдебни дела срещу нея. В. „Ню Йорк Таймс“ съобщава, че от 2016 г. Максуел вече не е снимана на събития. До 2017 г. адвокатите ѝ твърдят пред съдията, че не знаят адреса ѝ; освен това заявяват, че тя е в Лондон, но не вярват, че има постоянно местожителство.
Максуел има история на недостъпност по време на съдебни процедури. По време на съдебния процес, заведен през 2017 г. от Ранзом срещу Максуел, окръжният съдия Джон Г. Коелтъл уважава молба за „алтернативна служба“ на основание, че усилията на ищеца да достигне до Максуел са постоянно осуетявани; те включват наемане на частна фирма за разследване с опит за доставка на три физически адреса, изпращане на информация до няколко имейл адреса и достигане до адвокатите, активно представляващи Максуел в друго дело, които отказват да станат „генерален агент на процеса“, за да предадат информацията на нея.
Според съдебни документи от дело, заведено от Епстийн срещу Брадли Едуардс (представител на няколко от неговите обвинители), през 2010 г. Максуел се е съгласила да даде показания по делото, но според съобщенията е напуснала страната един ден преди Едуардс да лети за Ню Йорк, за да вземе показанията ѝ, „твърдейки, че трябва да се върне в Обединеното кралство, за да бъде със смъртно болната си майка“ без намерение да се връща в Съединените щати. Въпреки това Максуел се завръща в рамките на един месец, за да присъства на сватбата на Челси Клинтън.
През януари 2020 г. е съобщено, че Максуел е отказала да позволи на нейните адвокати да бъдат връчени няколко дела, в които тя е била директно посочена през 2019 г. и 2020 г., включително едно от Фармър и от Араоз. Докато адвокатите на Максуел продължават да спорят от нейно име срещу освобождаването на допълнителни съдебни документи от делото Джуфре срещу Максуел, те твърдят, че не знаят къде се намира тя или че имат разрешение да приемат съдебните дела, заведени срещу нея.
Властите на Американските Вирджински острови (USVI) не успяват да намерят Максуел през трите месеца и половина, в които се опитват да ѝ връчат призовка. Прокурорите на USVI смятат Максуел за „свидетел с критично значение“ в делото си срещу Епстийн. В съдебна декларация от Министерството на правосъдието на USVI, публикувана на 10 юли 2020 г., се посочва, че Максуел също е била разследвана за предполагаемо участие в операцията на Епстийн за сексуален трафик на Американските Вирджински острови.

## Наказателни обвинения

### Арест и обвинение
Максуел е изправена пред постоянни обвинения за набавяне и сексуален трафик на непълнолетни момичета за Епстийн и други обвинения, които тя отрича. Тя е арестувана в Брадфорд, Ню Хемпшир от ФБР на 2 юли 2020 г. чрез използване на устройство за проследяване на мобилен телефон IMSI-catcher („stingray“) на телефон, използван от нея, за да се обади на един от нейните адвокати, съпруга ѝ Скот Боргерсън и сестра ѝ Изабел.
Прокурори, водени от окръжния прокурор на Съединените щати Одри Щраус, я обвиняват в шест федерални престъпления, включително примамване на непълнолетни, сексуален трафик и лъжесвидетелстване. Обвинението обвинява, че между 1994 г. и 1997 г. тя е „помагала, улеснявала и допринасяла" за малтретирането на непълнолетни момичета, въпреки че е знаела, че една от трите неназовани жертви е на 14 години.
Към 28 април 2021 Максуел е задържана в Метрополния център за задържане в Бруклин, Ню Йорк. Адвокатите изискват съдия Натан да я освободи под гаранция от 5 млн. долара с наблюдаван домашен арест в очакване на процеса. Максуел се явява чрез видеовръзка пред съда в Манхатън на 14 юли 2020 г. и пледира за невинна по обвиненията. Като натурализирана гражданка на САЩ от 2002 г., който също така притежава паспорти от Франция и Обединеното кралство, на Максуел е отказано освобождаване под гаранция, защото съществува риск от бягство на фона на опасения относно нейните „напълно непрозрачни“ финанси, умението ѝ да се укрива и факта, че Франция не екстрадира своите граждани. Съдията определя за дата на процеса 12 юли 2021 г.
Адвокатът на Максуел повтаря искането си за освобождаване под гаранция на 18 декември 2020 г. и предлага тя да живее при приятел в Ню Йорк, докато е под 24-часово наблюдение, докато чака процеса. Съпругът ѝ Скот Боргерсън прави сигурна оферта от 22 млн. щатски долара, за да гарантира присъствието ѝ на бъдещи изяви. На 28 декември 2020 г. следваща молба за освобождаване под гаранция отново е отхвърлена от съдията. На искането за освобождаване под гаранция на Максуел се противопоставя предполагаемата жертва Ани Фармър.
Тъй като съдебното производство е незаконно предавано на живо в Ютюб, на 19 януари 2021 г. съдебното заседание е прекъснато от вярващи в QAnon, които вярват, че Максуел работи задно с група сатанистки либерални елити, които търгуват с деца за секс.
На 26 януари 2021 г. адвокатите на Максуел оспорват обвинителния акт на голямото жури, твърдейки, че той не отразява етническото многообразие на юрисдикцията, в която се твърди, че са извършени нарушенията на закона.
На 29 март 2021 г. американските прокурори добавят нови обвинения за сексуален трафик на непълнолетни и заговор за сексуален трафик, като се твърди, че Максуел е участвала в грууминга на четвърто момиче, на 14 години, за да участва в сексуални действия с Епстийн между 2001 и 2004 г. в резиденцията му в Палм Бийч. Максуел не се признава за виновна по допълнителните обвинения; тя се сблъсква с шест обвинения, които включват сексуален трафик на малолетни и заговор за сексуален трафик, в допълнение към две обвинения за лъжесвидетелстване.
Адвокатите на Максуел редовно протестират срещу условията на нейното задържане, което включва държане будна от светлина, светваща в очите ѝ на всеки петнадесет минути, за да предотвратят шансовете ѝ да се самоубие, и липсата на маска за сън. Единият, Дейвид Маркъс, протестира: „Няма доказателства, че тя е склонна към самоубийство. Те го правят, защото Джефри Епстийн умря в техния затвор“, и че „Тя не е Джефри Епстийн, това не е правилно“.

### Съдебно дело за сексуален трафик
През април 2021 г. американският окръжен съдия Алисън Нейтън постановява, че Максуел ще бъде изправена пред два отделни процеса, един за обвинения в трафик на сексуални услуги и друг за лъжесвидетелстване. Нейтън отлага първия процес за 29 ноември 2021 г., след като адвокатите на защитата на Максуел успешно аргументират, че новите обвинения, добавени през март 2021 г., не им дават достатъчно време да се подготвят за процеса. Максуел се явява в съда на 15 ноември 2021 г. Делото започва на 29 ноември с встъпителни думи.Избрани са дванадесет съдебни заседатели плюс шестима заместници от група от четиридесет до шестдесет души.
Професорът по психология Елизабет Лофтъс е призована като вещо лице на защитата и дава показания относно синдрома на фалшивата памет. Максуел избира да не свидетелства. Говорител на семейството на Максуел преди това казва, че тя е твърде крехка, за да свидетелства.
В началото на декември 2021 г. Туитър цензурира „@TrackerTrial“ – акаунт, наблюдаващ процеса на Максуел. Акаунтът е на две седмици и има 525 хил. последователи преди спирането му.
На 28 декември, когато съдебните заседатели приключват своя четвърти пълен ден на разисквания, съдия Нейтън казва, че се опасява, че съдебните заседатели и участниците в процеса може да се заразят с COVID-19 и да бъдат принудени да бъдат поставени под карантина, което повишава възможността за отмяна на процеса. По-късно тя казва, че е удължила работното време на съдебните заседатели до 18:00 часа и също така ще накара разискванията да продължат през празничния уикенд, докато журито стигне до решение.

#### Присъда
На 29 декември 2021 г. Максуел е призната за виновна и осъдена от съдебните заседатели във Федералния съд на САЩ по пет обвинения, свързани с трафик на сексуални услуги, които предвиждат потенциална присъда лишаване от свобода до 65 години лишаване от свобода: едно за сексуален трафик на непълнолетно лице (максимум 40 г.), едно за транспортиране на непълнолетно лице с намерение да участва в престъпна сексуална дейност (10 г.) и три за заговор за извършване на сигурни престъпления (общо 15 г.).
Максуел е оправдана по обвинението за склоняване на непълнолетно лице да пътува с цел извършване на незаконни сексуални действия. Семейството на Максуел казва, че процесът на обжалване е започнал.
Единственият свидетел, който използва истинското си име по време на показанията си, Ани Фармър, говори след процеса, казвайки: „Надявам се, че тази присъда носи утеха на всички, които се нуждаят от нея... Дори тези с голяма власт и привилегии ще бъдат държани отговорни, когато сексуално малтретират и експлоатират младите."
Поискано е преразглеждане на основание, че съдебният заседател не е разкрил по време на подбора на журито, че е бил сексуално малтретиран като дете. Той е споделил разказа за тази злоупотреба с други съдебни заседатели по време на производството. На 1 април 2022 г. съдията установява, че пропускът на съдебния заседател да разкрие малтретирането му като дете не налага нов процес и отхвърля искането на Максуел за отмяна на присъдата.
На 28 юни 2022 г. Максуел е осъдена на 20 години затвор. Прокурорите искат присъда от най-малко 30 години. Тя се оплаква от заплахи, идващи от служители на затвора в дните преди произнасянето на присъдата, но не дава подробности за естеството на заплахите. Въпреки че е поставена под наблюдение за самоубийство на 24 юни, тя казва на психиатричния екип, че не е склонна към самоубийство. Свързаното искане на нейните адвокати за отлагане на присъдата е отхвърлено. Тя обжалва присъдата на 7 юли. През август 2022 г. нейните бивши адвокати съдят Максуел, твърдейки, че не е платила 878 хил. долара юридически такси.

### Процес за лъжесвидетелстване
Максуел е изправена пред втори наказателен процес за лъжесвидетелстване по две обвинения, че е излъгала под клетва по време на гражданско дело през 2015 г. за малтретирането на непълнолетни момичета от страна на Епстийн. Всяко обвинение предвижда максимална присъда от пет години затвор. Прокурорите казват, че обвиненията за лъжесвидетелстване ще бъдат оттеглени, ако тя бъде осъдена по график. След петиция за нов процес, подадена под печат, прокурорите казват на съдията на 4 февруари, че аргументите на Максуел за повторно разглеждане на делото трябва да бъдат „публично подкрепени“; съдията казва, че причините за засекретеното им представяне трябва да бъдат оповестени публично.

## Проект TerraMar
През 2012 г. Максуел основава проекта TerraMar – организация с нестопанска цел, която се застъпва за опазването на океаните. Тя изнася лекция за TerraMar в Тексаския университет в Далас и лекция на TED на TEDx Шарлотсвил през 2014 г. Максуел придружава Стюарт Бек, член на борда на TerraMar от 2013 г., на две срещи на ООН, за да обсъдят проекта.
Проектът TerraMar обявява закриването си на 12 юли 2019 г., по-малко от седмица след като обвиненията в сексуален трафик, повдигнати от федералните прокурори на Ню Йорк срещу Епстийн, стават публични. Свързаната базирана в Обединеното кралство компания Terramar (UK), посочва Максуел като директор. Заявление за закриване на организацията в Обединеното кралство е направено на 4 септември 2019 г., като първото известие в The London Gazette е на 17 септември 2019 г. Компанията Terramar (Обединеното кралство) е обявена за официално прекратена на 3 декември 2019 г.

## Личен живот
Поне от 1997 г. Максуел държи резиденция в богатия лондонски квартал Белгрейвия. През 2000 г. се мести в градска къща от 650 m2 на East 65th Street, Ню Йорк, на по-малко от 10 пресечки от имението на Джефри Епстий. Къщата е купена за 4,95 милиона щатски долара от анонимно дружество с ограничена отговорност, с адрес, който съвпада с офиса на Дж. Епстийн & Co. Представител на купувача е Дарън Индик, дългогодишният адвокат на Епстийн. През април 2016 г. имотът е продаден за 15 милиона щатски долара. 
След нейното лична и професионална връзка с Епстийн Максуел е романтично свързана няколко години с Тед Уейт, основател на Гейтуей Компютърс. Тя присъства на сватбата на Челси Клинтън през 2010 г. като гост на Уейт. Максуел помага на Уейт да получи и обнови луксозна яхта, Plan B, и да я използва за пътуване до Франция и Хърватия, преди връзката им да приключи в края на 2010 г. или началото на 2011 г.
На 15 август 2019 г. се появяват съобщения, че от 2007 г. Максуел живее в Манчестър бай дъ Сий, Масачузетс, в дома на Скот Дж. Боргерсън, сътрудник на Съвета за международни отношения, който през октомври 2020 г., поради публичността около Максуел, се оттегля като главен изпълнителен директор на Каргометрикс – хедж фонд, основан от него. Максуел и Боргерсън са описвани в романтична връзка от няколко години.  Жителите на града казват, че Максуел се е старала да не привлича внимание, използвала е „Г“ вместо пълното си име и е била забелязана на няколко пъти да разхожда кучето си порода „унгарска визла“ на плажа.
Боргерсън и Максуел подават документи в Поземления съд на Масачузетс относно резиденцията на Боргерсън, известна като Фипин Хаус, по време на граждански спор със съседи относно отменени права за достъп до по-голямото имение Шарксмут през 2019 г. Мениджър на съседен имот потвърждава, че Максуел и Боргерсън живеят заедно във въпросния имот. Други казват, че са били виждани многократно да тичат заедно сутрин.
Боргерсън заявява през август 2019 г., че Максуел в момента не живее в дома и че не знае къде е. На 15 август 2019 г. в. „Ню Йорк Поуст“ публикува снимки на Максуел, обядваща в ресторант за бързо хранене в Лос Анджелис, твърдейки: „„Поуст“ откри светската личност да се крие на най-малко вероятното място, което можете да си представите – заведение за бързо хранене в Лос Анджелис". По-късно е доказано, че снимките са направени на среща с приятелката и адвокатката на Максуел Лия Сафиан, която също дава други снимки на в. „Дейли Мейл“.
Максуел се премества в отдалечен имот от 154 акра в Брадфорд, Ню Хампшър в края на 2019 г., където използва като лична охрана бивш британски военен персонал до ареста си през юли 2020 г. По време на повдигането на обвинение срещу нея федералните прокурори заявяват, че Максуел е неомъжена; тя не разкрива самоличността на съпруга си или съответните им финанси. През декември 2020 г. става ясно, че тя се е омъжила за Боргерсън през 2016 г.